# Валкова
Валкова (пол. Wałkowa) — село в Польщі, у гміні Мілич Мілицького повіту Нижньосілезького воєводства.
Населення — 47 осіб (2011).
У 1975—1998 роках село належало до Вроцлавського воєводства.

## Демографія
Демографічна структура станом на 31 березня 2011 року:
|          | Загалом | Допрацездатний вік | Працездатний вік | Постпрацездатний вік |
| -------- | ------- | ------------------ | ---------------- | -------------------- |
| Чоловіки | 24      | 5                  | 17               | 2                    |
| Жінки    | 23      | 1                  | 17               | 5                    |
| Разом    | 47      | 6                  | 34               | 7                    |